# Mazbura
Mazbura (arab. مزبورة) – miejscowość w Syrii, w muhafazie Aleppo. W 2004 roku liczyła 2438 mieszkańców.